# Vietnam Airlines
«В'єтнамські авіалінії» (англ. Vietnam Airlines) — державна авіакомпанія В'єтнаму. Стала державною компанією за рішенням уряду в серпні 1989.
У 1993 на основі компанії була створена Vietnam Airlines Corporation, шляхом приєднання до Vietnam Airlines кількох сервісних підприємств. Штаб квартира компанії знаходиться в окрузі Лонгб'єн столиці країни Ханоя. Авіакомпанія вступила в альянс SkyTeam в червні 2010.

## Флот
На грудень 2010 флот авіакомпанії складається з таких типів літаків: